# Professor (Sverige)
Professor är i Sverige den högsta lärartjänsten inom universitetet och högskolor.
I den rangrulla som existerade fram till 1909 hade professorer kaptens rang, vilket var lägre än i omgivande länder. Enligt hovets placeringslista (2011) placeras professorer i gruppen efter överstar.

## Professor i Sverige

### Uppgifter
En professor är ansvarig för forskning och forskarutbildning inom sitt ämne och förutsätts kunna företräda ämnet internt och externt. För några decennier sedan kunde det fortfarande bara finnas en professor för ett ämne på varje enskild högskola.
Utöver anställning som professor finns varianter såsom adjungerad professor och gästprofessor (se nedan). Dessa är tillfälligt anställda och har normalt uppgifter som rör specifika kompetensområden eller forskningsprogram.

### Anställning som professor
Före 1990-talet beslutade regeringen i tillsättningsärenden på professorsnivå. Numera anställs professorerna direkt av högskolan ifråga, som hanterar anställningsärendena genom särskilda tjänsteförslags- eller rekryteringsnämnder. Beslutet att anställa en professor måste dock fattas av rektor, och får inte delegeras. Formerna för anställning av professorer regleras genom högskoleförordningen (1993:100). Syftet med regleringen är att säkerställa att enbart högt kompetenta personer kan komma ifråga för anställning. Titeln professor är knuten till anställningen och upphör därmed vid anställningens avslutande.
Tillsvidareanställda professorer anställs på tre olika sätt:
1. genom utlysning av ledig tjänst följt av öppet ansökansförfarande (huvudregel för statliga högskolor),[2]
2. genom befordransförfarande för redan tillsvidareanställda, eller
3. genom personlig kallelse.[3]

Högskolan/universitetet reglerar själva i sin anställningsordning kriterier och beslutsprocesser rörande dessa anställningar, inom ramen för vad som föreskrivs i högskoleförordningen. Även tjänstetitlar och arbetsinnehåll kan variera mellan de olika anställningsformerna, liksom mellan olika högskolor.

#### Anställning genom utlysning av ledig tjänst
I ett öppet ansökningsförfarande finns det inga begränsningar rörande vilka personer som kan söka professorstjänsten. Det anställande universitetet eller högskolan har identifierat ett behov av en professor inom ett visst ämnesområde, och fattat beslut om att offentligt lysa ut befattningen. Man fastslår då en anställningsprofil som beskriver önskade ämneskunskaper och tänkta arbetsuppgifter, och eftersträvar sålunda att anställa den kandidat som bäst svarar mot profilens beskrivning. De sökandes meriter i förhållande till anställningsprofilen sakkunniggranskas av två (eller flera) professorer från andra universitet inom och/eller utom landet. Dessa professorer skall ha omfattande kunskaper och erfarenheter av det akademiska fält som anges i anställningsprofilen, och det förekommer också att experter inom högskolepedagogik anlitas för bedömning av de sökandes pedagogiska skicklighet. Sakkunniggranskningen syftar till att börja med att utreda vilka av de sökande som är behöriga (dvs uppfyller kraven i anställningsprofilen), och därefter till att rangordna de (främsta av de) behörigförklarade med hänsyn till vetenskaplig eller konstnärlig skicklighet, samt pedagogisk skicklighet. Även andra i anställningsprofilen angivna bedömningsgrunder kan bli föremål för granskning och därmed vägas in i rangordningen - till exempel är det vanligt att professorer förväntas ha en gedigen erfarenhet av att administrera, leda och utveckla personal och verksamhet. Sakkunnigprövningen är mycket grannlaga och kan dra ut på tiden (ett år från ansökningstidens utgång tills beslut fattas är inte ovanligt). Högskolan har i sin anställningsordning identifierat hur de sakkunnigas yttranden sedan tas tillvara och hur beslutsprocessen är organiserad. Det kan till exempel förekomma intervjuer och provföreläsningar. Det formella anställningsbeslutet fattas av rektor vid det aktuella universitetet/högskolan.

#### Anställning genom befordran inom tillsvidareanställning
Den som innehar tillsvidareanställning som universitetslektor kan, efter särskild ansökan och meritprövning, bli befordrad till och därigenom få en ny anställning som professor. Befordransprocessen regleras i högskolans anställningsordning, vilket innebär att varje högskola själva avgör om och under vilka omständigheter befordran är möjlig. Därför skiljer sig villkoren åt mellan lärosätena, och vissa medger bara befordran om det finns ett uttalat behov i verksamheten av ytterligare en professor. Andra högskolor ser det som en rättighet för de anställda lektorerna att prövas för den högre titeln. Vid flera högskolor är befordran ett led i en planerad karriärgång, s.k. tenure track.
En ansökan om befordran granskas i förhållande till de befordranskriterier som högskolan identifierat i sin anställningsordning. Precis som vid tillsättning av utlysta tjänster kan den sökandes pedagogiska meriter samt de vetenskapliga eller konstnärliga meriterna prövas genom att lärosätet tillsätter en eller flera sakkunniga personer som externa granskare av ansökan. I granskningen kan även ingå lärosätesinterna bedömningsgrunder som till exempel administrativ skicklighet och ledningserfarenhet. Sakkunniggranskning behöver enligt högskoleförordningen inte ske om den är uppenbart obehövlig för prövningen av personens skicklighet. Högskolan har i sin anställningsordning identifierat hur de sakkunnigas yttranden tas tillvara och hur beslutsprocessen är organiserad. Det kan till exempel förekomma intervjuer och provföreläsningar. Om befordransansökan tillstyrks omvandlas den sökandes lektorstjänst till en ny anställning som professor, inom lektoratets ämnesområde.
Möjligheten till befordran infördes på nationell nivå den 1 januari 1999 genom en förändring i högskoleförordningen. Syftet med befordransreformen var i första hand att främja jämställdheten inom högskolan, och regelverket utformades som en rättighet för individen att ansöka om befordran. Denna nationella reglering avskaffades sedan i högskoleförordningen från och med 1 januari 2011. Sedan dess är det lärosätena själva som skall reglera hur, om och på vilket sätt befordran till professor kan ske.

#### Anställning genom kallelse till professor
Ett tredje, och betydligt mer ovanligt, förfarande är att högskolans rektor direktanställer en person som professor. Det kan vara en person som redan har en annan befattning inom högskolan, men kan också vara en extern person. Personen skall befinnas vara av särskild betydelse för en viss verksamhet vid högskolan. Det kan i praktiken innebära arbetsuppgifter relaterade till vetenskaplig eller pedagogisk verksamhet, men även till ledningsuppdrag. Personens betydelse för högskolans verksamhet skall dokumenteras, och sakkunniggranskning kan ske om det inte är uppenbart obehövligt för prövningen av personens skicklighet. Möjligheten till kallelse finns sedan den 1 januari 2011 i högskoleförordningen, men det är lärosätena själva som reglerar hur, om och på vilket sätt kallelse till professor kan ske.

### Professurer och professorstitlar

#### Heltidsanställda professorer
- Professur, även professorsstol och i äldre sammanhang lärostol. En professur är benämningen på själva den professorstjänst som professorn är anställd för att inneha. Normalt avser man då en tjänst som tillsatts genom ett öppet rekryteringsförfarande. I takt med att befordransreformen fått effekt är det även möjligt att tala om befordrade professorers tjänst som en professur, däremot inte professorsstol.

- Donationsprofessur. En vanlig professorstjänst som utmärker sig genom att den finansieras genom en riktad extern donation till högskolan. Tjänsten utlyses sedan på normalt sätt i öppen konkurrens och med extern sakkunniggranskning. Det finns ingen formell bortre gräns för en donationsprofessur, men beroende på donationens storlek kan anställningen tidsbegränsas. Det har också förekommit att finansieringsansvaret övertagits av den aktuella högskolan när donationsmedlen förbrukats.

- Tham-professur är en populär beteckning på en reform som genomfördes under Carl Thams tid som utbildningsminister 1994-1998. Reformen avsåg inrättandet av 30 professorstjänster 1995. Tjänsterna utlystes i öppen konkurrens och de sökande utsattes för sakkunniggranskning, men där man i händelse av lika meritering hos de sökande skulle välja en av underrepresenterat kön, så kallad positiv särbehandling. Man ser ibland en sammanblandning, framförallt pejorativt, av denna reform med befordransreformen beskriven ovan. Dessa var dock inte relaterade vid tillfället.

- Personlig professur. Innan universitet och högskolor fick rätt att själva besluta om vilka tjänster de ville inrätta, förekom det att Riksdagen beviljade medel till en tjänst för en särskilt meriterad person för vilken det inte fanns någon tjänst tillgänglig att söka. Tjänsten för denna typ av professur drogs in när innehavaren lämnade den.

#### Tidsbegränsade eller tillfälligt anställda professorer
- Adjungerad professor.[4] En professor som tillsätts med extern finansiering och som kan ha tjänstgöringstid på maximalt tolv år. En adjungering baseras ofta på att högskolan får möjligheten att knyta till sig en expert som varit verksam inom näringslivet eller motsvarande, exempelvis vid ett forskningsinstitut eller forskningsavdelning vid ett företag. Den adjungerade professorn arbetar deltid på högskolan, med en tjänstgöringsgrad på mellan 20 och 50 procent, och övrig tid hos sin ordinarie arbetsgivare som ofta också fortsätter att stå för hela lönen. En adjungerad professor skall enligt högskoleförordningen (24 §) sakkunniggranskas på samma sätt som ordinarie professorer, men tillsättningen av tjänsten är inte konkurrensutsatt eftersom det handlar om en bedömning av den aktuella individens eventuella professorskompetens. Efter avslutad adjungering kan professorstiteln inte längre användas. I Norge benämns motsvarande professor II.
- Gästprofessor är en akademiker som visstidsanställs vid ett universitet, men som normalt har sin tjänst vid annat lärosäte. En gästprofessor är ofta professor eller lektor vid sin ordinarie institution. På grund av existerande anställning som professor vid annat lärosäte eller institut behöver en gästprofessor inte genomgå den sakkunniggranskning som annars föregår anställning som professor vid det universitet som gästprofessuren är knuten till. Om personen är lektor så är det normala att professorskompetensen prövas i ett sakkunnigförfarande.
- Tillförordnad professor (ofta förkortat tf. professor) är en oftast lektorskompetent person som tillfälligt sköter en professors åligganden, till exempel i professorns frånvaro eller i väntan på att en professor skall tillsättas. Se även affilierad professor.

#### Pensionering, avslutad tjänstgöring, seniorprofessor
- Professor emeritus. När en heltidsanställd professor pensioneras från sin tjänst kan han eller hon få titeln professor emeritus eller emerita, vilket markerar att professorn har kvar sin titel och alltjämt är knuten till fakulteten.
- En före detta professor eller en tidigare professor är ingen särskild titel utan endast ett uttryck för någon som tidigare har tjänstgjort som professor, men som har avslutat sin tjänstgöring och därför inte längre har rätt att använda titeln. Titeln professor är inte skyddad och vem som helst kan då använda den. Inom vissa ämnen är dock traditionen att "en gång utnämnd till professor, alltid professor", dvs traditionen inom ämnet reglerar användningen av titeln. Hit hör professorer som varit innehavare av tidsbegränsade eller tillfälliga tjänster, men även heltidsanställda professorer som exempelvis sökt sig till annat yrke (till exempel en juridikprofessor som blir justitieråd), blivit avsatta av Statens ansvarsnämnd eller fått sluta på grund av arbetsbrist.
- En tidigare heltidsanställd professor kan efter 67 års ålder tidsbegränsat återanställas vid universitetet då verksamhetsbehov föreligger och det är möjligt av ekonomiska skäl. Behov kan motiveras av speciell kompetens för att överbrygga nyrekrytering under viss tid eller för pågående och externfinansierade forskningsprojekt eller för anknytning ("affiliering") till universitetet för att kunna representera detta i speciella sammanhang. En sådan anställning sker högst ett år i taget och kan pågå under högst två år och bör omfatta högst 50 % av heltid. En professor som anställs under någon av dessa förutsättningar kallas vid vissa lärosäten seniorforskare eller seniorprofessor. Begreppet varierar dock, beroende på anställningsordningen vid respektive högskola. Vid Chalmers tekniska högskola används seniorforskare i stället som ett karriärsteg mellan forskare till professor.

#### Relaterade begrepp
- Professorskompetens besitter den person som efter en genomförd sakkunniggranskning av den aktuella högskolan förklarats vara anställningsbar som professor. Som grund för denna bedömning ligger den aktuella högskolans formulerade rekvisit för professorskompetens samt hur väl personens ämneskunskaper stämmer överens med aktuell ämnesprofil. En person kan alltså förklaras vara professorskompetent utan att bli anställd som professor, och kraven för professorskompetens kan skilja sig åt mellan olika högskolor. Professorskompetens har i sig ingen annan praktisk innebörd än att personen ifråga kan erhålla ytterligare ett argument för sin professorsvärdighet att anföra i framtida ansökningar om anställning som professor.
- Professors namn är beteckningen på en hederstitel, som i särskild ordning utdelas av regeringen. Titeln kallades ursprungligen Professors namn, heder och värdighet. Den innebär inte en anställning vid ett lärosäte.
- Professorsstol. En professur som inrättats av lärosätet och sedan tillsatts genom ett öppet rekryteringsförfarande, kallas ibland för en stol (jfr det engelska begreppet chaired professor). Begreppet härrör från den tid då professurerna betraktades som mer eller mindre permanenta, och lystes ut varje gång "stolen" blev ledig - när dess innehavare gick i pension eller sade upp sig. På senare tid har det blivit allt vanligare att lärosätena omprövar behovet av en professur när en innehavare lämnar sin anställning. Skäl till omprövning kan vara att ämnet blivit mindre relevant för verksamheten, eller att det redan finns befordrade professorer internt som kan ta över innehavarens arbetsuppgifter.
- Biträdande professor. En professorstitel som infördes 1969 och ersatte andra titlar som använts för höga vetenskapliga befattningar, exempelvis preceptor, laborator och observator. Sedan dess har titeln blivit ovanlig. I och med den så kallade Befattningsutredningen (SOU 2007:98) har den återaktualiserats som ett nytt karriärsteg på nivån under professor. Anställningsformen används 2021 vid bland annat högskolorna i Borås, Halmstad och Kristianstad samt Linköpings universitet, Chalmers tekniska högskola och Luleå tekniska universitet.
- Preceptor var en titel för en hög vetenskaplig befattning där det inte fanns professur. Titeln infördes inom samhällsvetenskaplig och humanistisk fakultet 1947, men avskaffades 1969 då den ersattes med titeln biträdande professor.
- Ämnesföreträdare är den person som har det högsta ansvaret för visst forsknings- och undervisningsämne vid viss högskola eller visst universitet. Har vanligen lägst docentkompetens. Behovet av en ämnesföreträdare är ett vanligt skäl till att lärosäten rekryterar professorer.

- Falska professorer: En del personer utges eller utger sig själva för att vara professorer - trots att de inte är det. Det är dock inte säkert att det medvetet handlar om lögn. Titeln kan möjligen användas lite skämtsamt, om en person som anses ha osedvanligt omfattande kunskaper inom ett visst område. Ett exempel är Jan Gradvall som på TV4:s morgonprogram presenteras som popprofessorn.

### Anställningstrygghet

#### Professorer anställda före juli 1993
Professorer hade tidigare väldigt stark anställningstrygghet. Exempelvis anställdes majoriteten av alla professorer fram till juli 1993 med så kallad fullmakt. Dessa professorer kan inte sägas upp på grund av arbetsbrist, utan kan avskedas endast om de genom brott eller grovt eller upprepat åsidosättande av tjänsteåligganden har visat sig uppenbart olämplig att inneha tjänsten. 
Högskolor med fakultetsorganisation kunde tidigare också inrätta professurer, som då tillsattes av rektorsämbetet, med förordnande tills vidare. Dessa professorer hade en svagare anställningstrygghet än fullmaktsanställda professorer.

#### Professorer anställda efter juli 1993 men före 1 januari 1999
Dessa professorer har enligt en tidigare bestämmelse i 3 kap 4 § högskolelagen i princip samma skydd mot uppsägning som fullmaktsprofessorer.

#### Professorer anställda efter 1 januari 1999
De tidigare reglerna syftade till att professorerna skulle vara skyddade mot åtgärder som inskränkte den vetenskapliga friheten eller lärarens integritet i undervisningen (se till exempel prop 1996/97:141 s. 29). Ändringen av anställningstryggheten behandlas bland annat i prop 1996/97:141 som föreslogs av dåvarande regeringen Persson. Propositionen innehöll den numera genomförda befordransreformen som innebär att en lektor med kompetens motsvarande professorsnivå har en rätt att befordras till professor. Efter genomförda befordringar bedömdes att andelen professorsanställda vid universitet och högskolor skulle öka, och Sveriges regering fann det orimligt att en så stor andel av de universitetsanställda skulle åtnjuta ett anställningsskydd som avviker från allmänt tillämpliga regler på arbetsmarknaden (se prop 1997/97:141 s. 29).
Sveriges regering betonade också att även andra lärare vid universitet har ett stort ansvar för verksamheten vid universitet och högskolor. Sveriges regering ansåg att det sedvanliga anställningsskyddet ger ett tillräckligt gott skydd mot ogrundade uppsägningar och därmed är en garanti för den vetenskapliga friheten.
Reglerna är därför numera ändrade, och professorer anställda efter den 1 januari 1999 kan sägas upp vid arbetsbrist och omfattas väsentligen av samma anställningsskydd som andra arbetstagare.

#### Beslut om avsked
Avsked till följd uppsägning av professorer med fullmaktsanställning eller anställda före 1 januari 1999 sker genom beslut av Statens ansvarsnämnd.

#### Rättsfall om professors åligganden och ställning
AD 1982 nr 18